# Lepthyphantes exvaginatus
Lepthyphantes exvaginatus är en spindelart som beskrevs av Christa L. Deeleman-Reinhold 1984. Lepthyphantes exvaginatus ingår i släktet Lepthyphantes och familjen täckvävarspindlar.
Artens utbredningsområde är Algeriet. Inga underarter finns listade i Catalogue of Life.